# Ota VIII. z Wittelsbachu

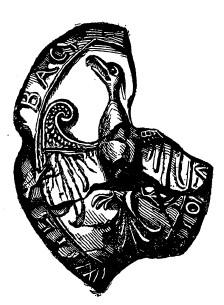
Otova pečeť

Ota VIII. z Wittelsbachu (1180 ? – 5. března 1209, Oberndorf) byl bavorský falckrabě a vrah římského krále Filipa Švábského.

## Život

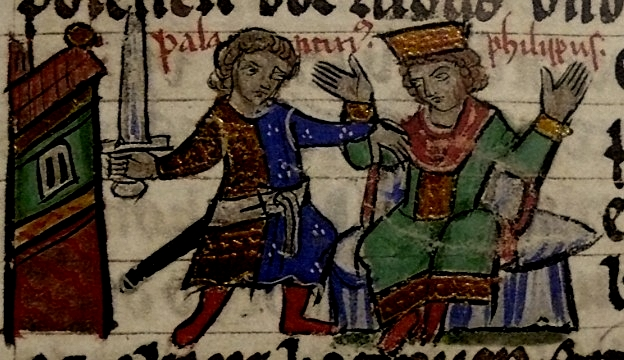
Vražda v Bamberku (Sächsischen Weltchronik)

Ota byl jediným synem Oty III. Wittelsbašského a poprvé je doložen roku 1193. Byl straníkem Filipa Švábského a ten jej okolo roku 1203 zasnoubil se svou dcerou Beatrix.
 Král však roku 1207 změnil názor, dceřino zasnoubení zrušil a dokonce zabránil Otovi v uzavření nového sňatku s Gertrudou, dcerou slezského knížete Jindřicha I. Bradatého a Hedviky Meranské, což se mu zřejmě stalo osudným.

Výbušný Wittelsbach se zúčastnil sjezdu knížat a svatby Filipovy neteře Beatrix v Bamberku. V rámci svatebních oslav se stalo něco "u Němců dosud neslýchaného", při siestě v biskupském paláci, řečeno slovy českého kronikáře: 
| „                                   | Císař Filip byl zabit od falckrabího Oty | “ |
| — Druhé pokračování Kosmovy kroniky |                                          |   |

Vrah prořízl nic netušícímu králi krční tepnu a poté se mu i se společníky podařilo utéct. Pro svůj hrůzný čin byl exkomunikován a stín spoluviny padl i na příslušníky rodu Andechsů. Bamberský biskup Ekbert raději uprchl na uherský dvůr ke své sestře a Jindřich mezi pomstu a svou osobu postavil překážku v podobě moře – odešel do Palestiny. Rodový hrad Andechs byl rozbořen a rodina přišla o rozsáhlé majetky v Bavorsku a Frankách.
Královraždu pomstil říšský maršálek Jindřich z Kalden, který vraha našel ukrytého ve stodole ve vsi Oberndorf. V březnu 1209 byl Ota zabit, hlava byla vhozena do Dunaje a tělo zůstalo nepohřbeno. Otovy ostatky našly klid až roku 1217, když po osmi letech vyjednávání bylo bezhlavé tělo vyndáno ze sudu[zdroj?] a pohřbeno v augustiniánském klášteře Indersdorf.